# Таис (коммуна)
Таи́с (фр. Taïx, окс. Tais) — коммуна во Франции, находится в регионе Юг — Пиренеи. Департамент — Тарн. Входит в состав кантона Кармо-2 Валле-дю-Серу. Округ коммуны — Альби.
Код INSEE коммуны — 81291.

## География
Коммуна расположена приблизительно в 540 км к югу от Парижа, в 75 км северо-восточнее Тулузы, в 10 км к северу от Альби.

## Климат
Климат умеренно-океанический. Зима мягкая и дождливая, лето жаркое с частыми грозами. Ветры довольно редки.

## Население
Население коммуны на 2010 год составляло 356 человек.
| 1962 | 1968 | 1975 | 1982 | 1990 | 1999 | 2010 |
| ---- | ---- | ---- | ---- | ---- | ---- | ---- |
| 351  | 325  | 269  | 272  | 285  | 306  | 356  |

## Экономика
В 2007 году среди 195 человек в трудоспособном возрасте (15—64 лет) 148 были экономически активными, 47 — неактивными (показатель активности — 75,9 %, в 1999 году было 63,0 %). Из 148 активных работали 130 человек (71 мужчина и 59 женщин), безработных было 18 (9 мужчин и 9 женщин). Среди 47 неактивных 13 человек были учениками или студентами, 20 — пенсионерами, 14 были неактивными по другим причинам.